# Saga Siglar
Saga Siglar ist der Name der Replik eines Wikinger-Schiffes, mit dem der norwegische Abenteurer Ragnar Thorseth von 1983 bis 1986 erfolgreich eine Weltumsegelung unternahm.
Das Schiff war der Nachbau der Skuldelev I, eines Knorr genannten Schiffstyps, der um das Jahr 1000 von den Wikingern vorwiegend zum Transport von Lasten verwendet wurde.
Die Saga Siglar (Saga Segler) wurde am 17. Mai 1983 von der Archäologin Anne Stine Ingstad auf dem Gelände des Sunnmøre Museums in der norwegischen Stadt Ålesund getauft.
Die Saga Siglar sank 1992 bei einem Sturm im Mittelmeer.

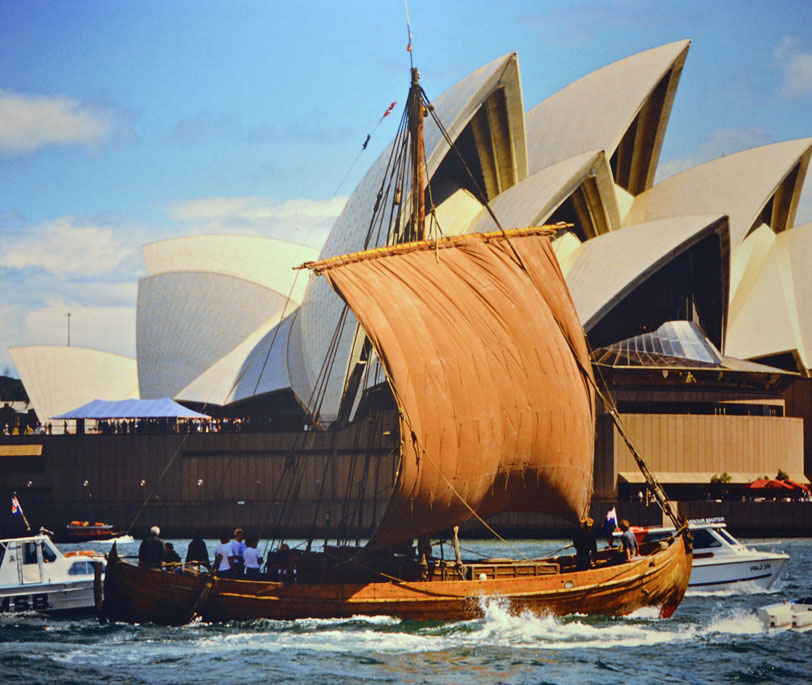
Die Saga Siglar vor der Oper in Sydney

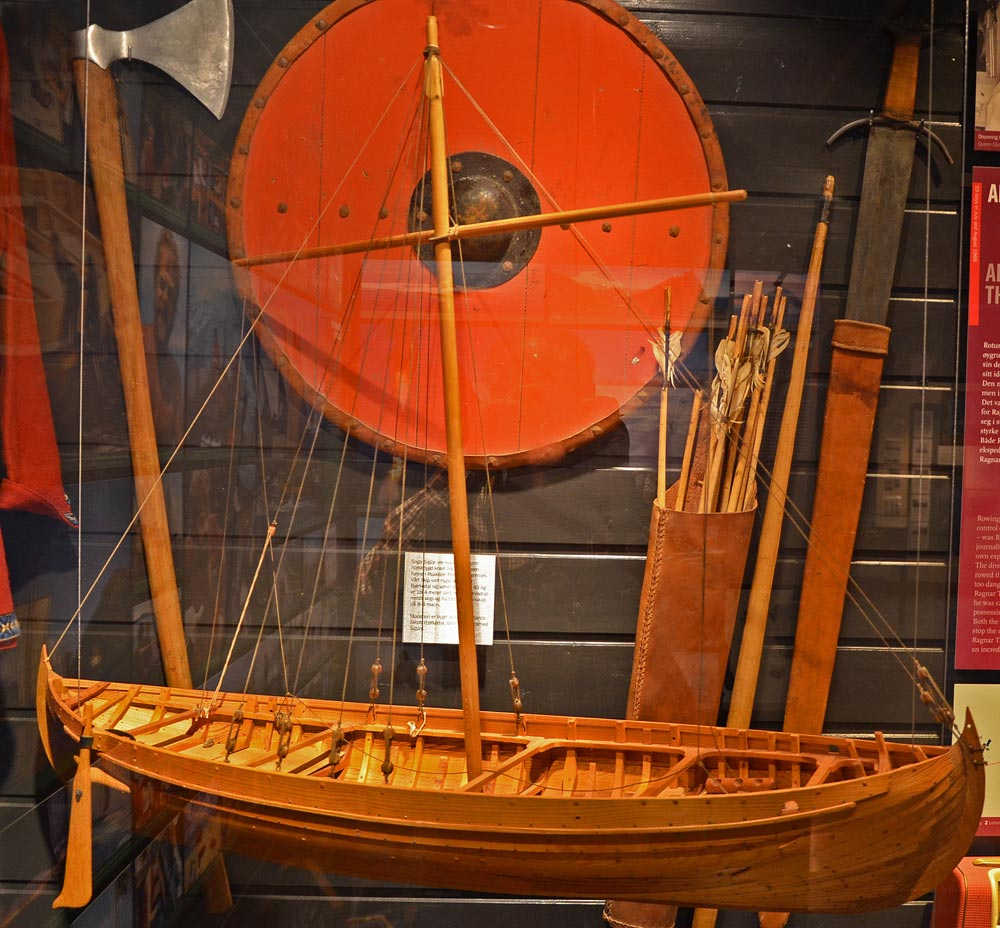
Model der Saga Siglar im Eismeermuseum Aarvak

## Technische Daten
- Länge ü.a.: 16,5 m
- Breite: 4,8 m
- Seitenhöhe: 1,9 m
- Tiefgang: 1,3 m
- Tiefgang des Ruders: 1,6 m
- Verdrängung: 26 t
- davon Ballast und Ausrüstung: 16 t
- Frischwassertank: 1200 l
- Masthöhe: 13 m
- Rahlänge: 10 m
- Segelfläche: 96 m²

Zusätzlich wurde die Saga Siglar auch noch mit einem 22 PS starken Saab Dieselmotor ausgestattet. Mit diesem Dieselmotor wurden auch noch zwei Generatoren mit je 0,75 kW Leistung sowie sechs Lenzpumpen betrieben.

Für die Weltumsegelung wurden zwei Container vor und hinter dem Mast eingebaut. Der Vorschiff-Container diente zum Schlafen, der Container im Achterschiff als Kombüse und Aufenthaltsraum. Knarren sind offene Boote ohne durchgehendes Deck und können daher voll Wasser schlagen. Die beiden an den Spanten festgelaschten Container dienten daher nicht nur als Unterkunft, sondern auch als Auftriebskörper, die im Notfall das Sinken des Bootes zumindest bis zum Aussetzen der Rettungsinsel verzögern sollten.

## Bootsbau
Die Saga Siglar wurde in der norwegischen Gemeinde Volda in der Ortschaft Bjørkedal von dem Bootsbauer Sigurd Bjørkedal und seinen Söhnen Dag Inge, Jakob und Ottar gebaut. Aufgetakelt wurde das Schiff von der Longva-Werkstatt in Haugsbygda auf der Insel Gurskøya.
Kiel, Steven, Bodenwrangen und Seitenruder der Saga Siglar wurden aus Eichenholz, das übrige Schiff aus Föhrenholz gebaut.
Abweichend vom Original wurden die Planken nicht durch Spalten von Stämmen hergestellt, sondern gesägte Planken verwendet. Anstelle geschmiedeter Nägel aus Raseneisenerz wurden maschinell hergestellte, verzinkte Nägel verwendet. Zum Kalfatern der Plankennähte wurde teergetränkter Hanf (Werg) eingesetzt, statt in Pech getauchter Schafwolle und Kuhhaare wie beim Original.

Als Ballast dienten, wie beim Original, rundgeschliffene Steine, die zum Schutz des Schiffsbodens auf Birkenreisig in den Bootsrumpf gelegt wurden.

## Besegelung
Langschiffe und Karven wurden sowohl gesegelt als auch gerudert. Knorren hingegen waren reine Segelschiffe, die nur wenige Riemen zum Rangieren, etwa beim Anlegen in einem Hafen, besaßen.
Das Segel wurde nicht aus Wolle wie zur Wikingerzeit üblich gefertigt, sondern aus Duradon. Dieses Material soll etwa die gleiche Qualität und Eigenschaften besitzen wie Wolle.

## Die Weltumsegelung
Die erste Etappe der Weltumsegelung führte am 18. Juni 1985 von Norwegen über Island und Grönland zur ersten bekannten Wikingersiedlung auf dem amerikanischen Kontinent, der Ortschaft L’Anse aux Meadows im kanadischen Neufundland.
Weitere Reiseziele waren Halifax, Boston, New York, Hudson River, die Großen Seen, Detroit, Chicago, über den Mississippi River bis New Orleans, in den Golf von Mexiko, nach St. Petersburg und Miami in Florida, Bahamas, Jamaika, Kolumbien, durch den Panamakanal in den Pazifik, Galápagos-Inseln, Marquesas, Tuamotu, Gesellschaftsinseln, Tonga, Fidschi, Sydney und Darwin in Australien, Singapur, Sri Lanka, durch das Rote Meer und den Sueskanal ins Mittelmeer nach Kreta, Neapel, Monaco, und Marseille, über Binnengewässer und Kanäle weiter nach Paris und über Le Havre in den Ärmelkanal nach Dover und London. Die letzte Etappe führte die Saga Siglar über die Nordsee nach Dänemark in den Roskildefjord und weiter nach Oslo, Bergen, Trondheim und Tromsø. Danach folgte noch eine weitere Reise nach Hamburg und Kiel. In Myrvåg auf der Insel Gurskøya in der westnorwegischen Gemeinde Herøy wurde die erste Weltumsegelung mit einem Wikingerschiff beendet.